# Сибкоммуна
Сибкомму́на — деревня в Таврическом районе Омской области. Входит в состав Харламовского сельского поселения.

## История
Основана в 1920 году. В 1928 году коммуна Сибирский Коммунар состояла из 1 хозяйства, основное население — киргизы. В административном отношении находилась в составе Камышинского сельсовета Сосновского района Омского округа Сибирского края.

## Население
| 1926 | 2002 | 2010 |
| ---- | ---- | ---- |
| 42   | ↘40  | ↘12  |

## Улицы
В деревне имеются две улицы: Коммунаров и Лесная.